# نوسیبو

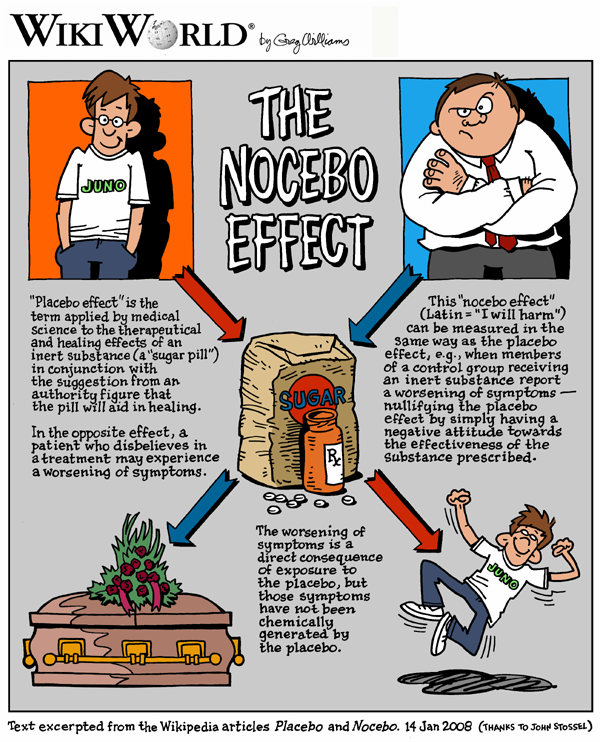
تصویر مقایسه بین نوسیبو و پلاسبو در مصرف دارو - انتظارات مثبت و منفی از یک داروی مشابه به نتایج متفاوتی می‌تواند ختم شود.

نوسیبو (انگلیسی: Nocebo): اثر نوسیبو (Nocebo Effect) زمانی اتفاق می‌افتد که انتظارات منفی بیمار در مورد درمان خود باعث شود که درمان تأثیر منفی بیشتری نسبت به موارد دیگر داشته باشد. به عنوان مثال، هنگامی که بیمار عوارض جانبی دارو را پیش‌بینی می‌کند، ممکن است از این تأثیر رنج ببرد، حتی اگر «دارو» در واقع یک ماده بی اثر باشد. گفته می‌شود که مفهوم مکمل، اثر دارونما، زمانی رخ می‌دهد که انتظارات مثبت نتیجه را بهبود بخشد. هر دو اثر پلاسیبو و اثر نوسیبو احتمالاً روان-زا هستند، اما می‌توانند تغییرات قابل اندازه‌گیری را در بدن ایجاد کنند.
یک مقاله که ۳۱ مطالعه را در مورد اثرات نوسیبو مورد بررسی قرار داد، طیف وسیعی از علائم را گزارش کرد که می‌تواند به صورت عوارض نوسیبو از جمله تهوع، درد معده، خارش، نفخ، افسردگی، مشکلات خواب، از دست دادن اشتها، اختلال عملکرد جنسی و افت فشار خون شدید ظاهر شود.